# Воинское кладбище № 90 (Горлице)
 Памятник культуры Малопольского воеводства: регистрационный номер А-467/M от 16 апреля 1994 года.
Воинское кладбище № 90 (пол. Cmentarz wojenny nr 90) — воинское кладбище, расположенное в городе Горлице, Малопольское воеводство, Польша. Кладбище входит в группу Западногалицийских воинских захоронений времён Первой мировой войны. На кладбище похоронены военнослужащие Австро-Венгерской и Российской армий, погибшие в мае 1915 года во время Первой мировой войны. Памятник культуры Малопольского воеводства.

## История
Кладбище было основано Департаментом воинских захоронений К. и К. военной комендатуры в Кракове в 1915 году. Кладбище занимало небольшой участок на еврейском кладбище и на его территории находилось 6 индивидуальных могил, в которых были похоронены 6 австрийских и 1 российский солдат иудейского вероисповедания.
Во время II мировой войны еврейское кладбище было разрушено нацистами. Большинство еврейских надгробий во время оккупации были использованы для обустройства мостовых и укрепления ручья Стружовянка. После войны сохранившиеся надгробия были возвращены на еврейское кладбище и складированы в нижней части еврейского некрополя. До настоящего времени сохранились два надгробия российского и австрийского, которые находятся поблизости от огела. От еврейского кладбища осталось только несколько надгробий, располагающихся на западном склоне холма Гура-Цментарна за ручьём Стружовянка, через который перекинут небольшой мостик от улицы Стружувской.
16 апреля 1994 года некрополь был внесён в реестр памятников культуры Малопольского воеводства.

## Источник
- Oktawian Duda: Cmentarze I wojny światowej w Galicji Zachodniej. Warszawa: Ośrodek Ochrony Zabytkowego Krajobrazu, 1995. ISBN 83-85548-33-5.
- Roman Frodyma Galicyjskie Cmentarze wojenne t. II Okolice Tarnowa (Okręgi V—VII), Oficyna Wydawnicza «Rewasz», Pruszków 1998, ISBN 83-85557-38-5